# Стеґна (Сохачевський повіт)
Стеґна (пол. Stegna) — село в Польщі, у гміні Ілув Сохачевського повіту Мазовецького воєводства.
Населення — 124 особи (2011).
У 1975-1998 роках село належало до Плоцького воєводства.

## Демографія
Демографічна структура станом на 31 березня 2011 року:
|          | Загалом | Допрацездатний вік | Працездатний вік | Постпрацездатний вік |
| -------- | ------- | ------------------ | ---------------- | -------------------- |
| Чоловіки | 60      | 15                 | 29               | 16                   |
| Жінки    | 64      | 10                 | 35               | 19                   |
| Разом    | 124     | 25                 | 64               | 35                   |